# تیلورز هیل، ویکتوریا
تیلورز هیل (به انگلیسی: Taylors Hill) یک حومه شهر در استرالیا است که در ویکتوریا (استرالیا) واقع شده‌است.